# Gossops Green
Gossops Green är en ort i Storbritannien.   Den ligger i grevskapet West Sussex och riksdelen England, i den södra delen av landet, 40 km söder om huvudstaden London. Gossops Green ligger 83 meter över havet och antalet invånare är 6 000.
Terrängen runt Gossops Green är platt. Runt Gossops Green är det tätbefolkat, med 383 invånare per kvadratkilometer. Närmaste större samhälle är Crawley, 2,4 km öster om Gossops Green. I omgivningarna runt Gossops Green växer i huvudsak blandskog.